# Église de la Sainte-Parascève de Porodin
Pour les articles homonymes, voir Église de la Sainte-Parascève.
L'église de la Sainte-Parascève de Porodin (en serbe cyrillique : Црква Свете Петке у Породину ; en serbe latin : Crkva Svete Petke u Porodinu) est une église orthodoxe serbe située à Porodin, dans la municipalité de Žabari et dans le district de Braničevo en Serbie. Elle est inscrite sur la liste des monuments culturels protégés de la république de Serbie (identifiant no SK 820).

## Présentation
Située au centre du village, l'église a été construite entre 1869 et 1872.
Elle est constituée d'une nef unique prolongée par une petite abside à l'est ; la zone de l'autel est élargie par deux absidioles latérales et la nef est précédée par un narthex avec une galerie à l'ouest ; la façade occidentale est dominée par un clocher. La décoration des façades est très simple : elle se caractérise par une corniche qui court le long du toit, des fenêtres cintrées, des oculi et des niches aveugles et un motif cruciforme inscrit dans le mortier sur la façade orientale.
À l'intérieur, l'iconostase est de style néo-classique avec des éléments décoratifs de style baroque ; elle a été peinte en 1892 par Dimitrije et Zarija Martinović, deux artistes de Sombor. En 1938, quatre fresques ont été réalisées dans les absides latérales par l'émigré russe Todor Farafanov. L'édifice abrite aussi des icônes mobiles, des livres et des objets liturgiques ainsi que du mobilier d'église.